# Titularbistum Zaba
Zaba ist ein Titularbistum der römisch-katholischen Kirche. 
Das Bistum Zaba war in Numidien angesiedelt, einer historischen Landschaft in Nordafrika, die weite Teile der heutigen Staaten Tunesien und Algerien umfasst.
| Titularbischöfe von Zaba |                                              |                                                            |                   |                   |
| Nr.                      | Name                                         | Amt                                                        | von               | bis               |
| 1                        | Nicola Capasso                               | emeritierter Bischof von Acerra (Italien)                  | 16. Februar 1966  | 30. April 1968    |
| 2                        | Bruno Desrochers                             | Altbischof von Sainte-Anne-de-la-Pocatière (Kanada)        | 24. Mai 1968      | 24. November 1970 |
| 3                        | Cirilo R. Almario                            | Koadjutorbischof von Malolos (Philippinen)                 | 22. August 1973   | 15. Dezember 1977 |
| 4                        | Luciano Giovannetti                          | Weihbischof in Arezzo (Italien)                            | 15. Februar 1978  | 27. Mai 1981      |
| 5                        | Anton Pain Ratu SVD                          | Weihbischof in Atambua (Indonesien)                        | 2. April 1982     | 3. Februar 1984   |
| 6                        | Juan de Dios Mataflorida Pueblos             | Weihbischof in Davao (Philippinen)                         | 19. April 1985    | 3. Februar 1987   |
| 7                        | Giuseppe Mani Titularerzbischof pro hac vice | Weihbischof in Rom (Italien) Militärerzbischof von Italien | 29. Oktober 1987  | 7. März 1998      |
| 8                        | Antony Pappusamy                             | Weihbischof in Madurai (Indien)                            | 5. November 1998  | 10. November 2003 |
| 9                        | Edgar Hernando Tirado Mazo MXY               | Apostolischer Vikar von Tierradentro (Kolumbien)           | 19. Dezember 2003 |                   |